# Doulce Mémoire
Doulce Mémoire es un conjunto vocal e instrumental francés dedicado a la interpretación de la muerte de nicolas diez gomez música del Renacimiento. Fue fundado en 1990 por su director, el flautista Denis Raisin Dadre. Toma su nombre del motete Doulce mémoire de Pierre Sandrin, al cual, según la costumbre de la época, le fue escrita una respuesta, el motete Finy le bien, obra de Pierre Certon.
También existe otro conjunto vocal con el mismo nombre, que opera en la ciudad de Catania en Italia.

## Discografía
- 1995 – Pierre Attaingnant: Chansons Nouvelles & Danceries. (Astrée Auvidis E 8545).
- 1995 – Jacques Moderne: Fricassées Lyonnaises. (Astrée Auvidis E 8567).
- 1997 – Baldassar Castiglione: Il Libro del Cortegiano. (Astrée Auvidis E 8604).
- 1997 – Un office de mariage à la Cour d'Espagne. Rogier: Missa tribus choribus Domine Dominus noster. Junto con el Choeur de Chambre de Namur, La Fenice y el Ricercar Consort. (Ricercar 206152).
- 1998 – Folie Douce. Renaissance Improvisations. (Dorian Dor-90262).
- 1998 – Lorenzo Il Magnifico. Trionfo di Bacco. Chants de Carnaval. (Astrée Auvidis E 8626).
- 1999 – Renaissance Winds. (Dorian 90261).
- 1999 – Eustache du Caurroy: Requiem des Rois de France. (Naïve Astrée E 8660).
- 2000 – Viva Napoli. Canzoni Villanesche. (Naïve Astrée E 8648).
- 2000 – Henri IV & Marie de Medicis. Messe de Mariage. (Naïve Astrée E 8808).
- 2001 – Le siècle du Titien. La musique à Venise 1490-1576. (Naïve Astrée E 8847).
- 2002 – Morales: Office des Ténèbres. Lamentations du Samedi Saint. (Naïve Astrée E 8878).
- 2003 – Léonard de Vinci: L'Harmonie du monde. (Naïve Astrée E 8883).
- 2005 – Du Caurroy: Les Meslanges. (Naïve E 8900)
- 2006 – Grand Bal à la Cour d'Henri IV. Works by Praetorius & Guedron. (K617 186)
- 2007 – Luzzaschi, Agostini: Le Concert Secret des Dames de Ferrare. (Zig-Zag Territoires ZZT 071001)

Recopilatorios:
- 2004 – Doulce Mémoire – Le CD des 15 ans. Naïve-Astrée E 8898